# Daniel Petrov (boxe anglaise)
Daniel Petrov est un boxeur bulgare né le 8 septembre 1971 à Varna.

## Carrière
Médaillé d'argent aux Jeux olympiques de Barcelone en 1992, il devient champion olympique à Atlanta en 1996 dans la catégorie mi mouches. Sa carrière est également marquée par un titre mondial à Berlin en 1995 et deux titres européens à Bursa en 1993 et à Vejle en 1996.

## Parcours auxJeux olympiques
Jeux olympiques d'été de 1992 à Barcelone (poids mi-mouches) :
- Bat Nelson Dieppa (Porto Rico) 10-7
- Bat Song Chol (Corée du Nord) par arrêt de l'arbitre au 3e round
- Bat Pál Lakatos (Hongrie) 17-8
- Bat Jan Quast (Allemagne) 15-9
- Perd contre Rogelio Marcelo (Cuba) 10-20

 Jeux olympiques d'été de 1996 à Atlanta (poids mi-mouches) :
- Bat Nshan Munchyan (Arménie) 11-5
- Bat Somrot Kamsing (Thaïlande) 18-6
- Bat Oleg Kiryukhin (Ukraine) 17-8
- Bat Mansueto Velasco (Philippines) 19-6